# Ustawienia (aplikacja Windows)
Ustawienia – aplikacja do zarządzania konfiguracją systemu operacyjnego Windows. Jest obecna w systemie od wersji 8. Według założeń firmy Microsoft ma ona w przyszłości zastąpić Panel sterowania. Początkowo aplikacja Ustawienia stanowiła uproszczony i przystosowany do obsługi dotykiem interfejs do konfigurowania systemu operacyjnego. Wraz z publikacją systemu Windows w wersji 10 rozpoczęło się stopniowe przenoszenie funkcji Panelu sterowania do Ustawień.